# 斯基圖鄉 (奧爾特縣)
44°21′00″N 24°34′00″E / 44.35°N 24.5667°E
斯基圖鄉（羅馬尼亞語：Comuna Schitu, Olt），是羅馬尼亞的鄉份，位於該國南部，由奧爾特縣負責管轄，面積32平方公里，海拔高度166米，2007年人口3,019，人口密度每平方公里95人。